# Roland Schreiner
Pour les articles homonymes, voir Schreiner.
Roland Schreiner, né le 25 août 1957 à Schifflange (Luxembourg), est un cheminot, syndicaliste et homme politique luxembourgeois, membre du Parti ouvrier socialiste luxembourgeois (LSAP).

## Biographie

### Études et formations
Originaire de Schifflange dans le Sud du Luxembourg, il fait ses études au Lycée de garçons d'Esch-sur-Alzette (lb) avant d'être employé par la Société nationale des chemins de fer luxembourgeois (CFL) comme cheminot.

### Activités professionnelles
En 2002, il est nommé inspecteur divisionnaire. Entre 2000 et 2004, il siège au conseil d'administration ainsi qu'au comité mixte des CFL. 
Il rejoint la Fédération nationale des cheminots, travailleurs du transport, fonctionnaires et employés luxembourgeois (FNCTTFEL). D'abord représentant du personnel au sein de la Délégation centrale du personnel et des « Services centraux » des CFL, il finit par devenir membre du comité exécutif,. Ancien vice-président du syndicat jusqu'en 2004, il exerce notamment la fonction de trésorier général.
À partir de 2005, il est vice-président du syndicat intercommunal du Transport intercommunal de personnes dans le canton d'Esch-sur-Alzette (TICE).
En outre, il fait partie du conseil d'administration de la Fondation Lydie Schmit.

### Parcours politique

#### Politique locale
À la demande de l'ancien bourgmestre de Schifflange, Nic Frisch, élu en 1985, il rejoint le LSAP. Il se porte candidat aux élections communales de 1987 au cours desquelles le parti remporte sept sièges au conseil communal. À l'âge de 30 ans, Roland Schreiner fait alors son entrée au conseil communal de Schifflange à partir du 1er janvier 1988. Il est nommé échevin à partir de du 12 mai 1992 et exerce cette fonction jusqu'au 19 décembre 2002. Enfin, à la suite d'un arrêté grand-ducal, il assermenté comme bourgmestre de sa commune natale le 20 janvier 2002. En raison d'un revers électoral aux élections communales de 2017, il est contraint de démissionner et se retire le 21 novembre 2017.

#### Politique nationale
À la suite des élections législatives de 2004, Mars Di Bartolomeo entre au gouvernement et Roland Schreiner le remplace à la Chambre des députés dans la circonscription Sud où il représente le LSAP. Cependant, il n'obtient pas suffisamment de suffrages pour conserver son siège au parlement après les élections législatives de 2009. En novembre 2012, Vera Spautz démissionne pour raisons personnelles et Roland Schreiner lui succède dans la même circonscription à partir du 22 novembre. La Chambre est dissoute en 2013 et des élections législatives anticipées ont lieu. À l'instar des élections de 2009, Roland Schreiner ne parvient pas à obtenir un nombre de voix suffisant pour être réélu. 
En juillet 2015, à la suite d'une lettre envoyée à la direction du parti et signée par soixante membres, il fait partie des soixante-quinze contestataires qui reproche l'orientation trop « libérale » au point de vue économique que prend le parti. Cette contestation s'inscrit dans un contexte très particulier puisque le parti perd son poids électoral historique depuis les législatives de 2013. Par ailleurs, il distingue deux « camps » au sein du parti, l'un plus proche du gouvernement de coalition avec Jean Asselborn à sa tête et un autre camp plus proche des travailleurs que Roland Schreiner représente.

### Vie privée
Roland Schreiner est marié et père de deux filles.